# Xã Niles, Quận Delaware, Indiana
Xã Niles (tiếng Anh: Niles Township) là một xã thuộc quận Delaware, tiểu bang Indiana, Hoa Kỳ. Năm 2010, dân số của xã này là 1.360 người.